# 진여 (조나라 사람)
진여(陳餘, ? ~ 기원전 205년)는 초한전쟁기 조나라의 대신이다. 성안군(成安君)이라고도 한다. 장이와 함께 조나라를 재건하고 조왕 헐을 옹립했으나, 항우의 18제후왕 분봉에서 조왕 헐이 대왕으로 밀려나고 장이가 항산왕에 봉해지자 반발해 장이를 쫓아내고 조왕 헐을 도로 조나라 왕으로 세웠다. 전한의 장수 한신의 공격을 받아 패사했다.

## 생애

### 위나라 시기
원래 위나라의 서울인 대량 사람으로, 유학을 좋아했으며, 자주 조나라의 고형(苦陘) 땅을 드나들었다. 동향 사람으로 명성이 높은 장이와 친분을 맺어 처음에는 장이를 아버지로 모셨다가 후에 문경지교를 맺었다.
기원전 225년, 진나라가 위나라를 멸하자 진여와 함께 위나라의 명사로 지목돼 진나라에서 현상금 1천 금, 진여는 5백 금이 각각 걸려, 함께 진현으로 달아나 마을의 문지기 노릇으로 생계를 삼았다. 마을의 관리에게 매질을 당하자 분격했으나 장이에게서 “처음에 우리가 뭐라고 했는가? 이제 작은 치욕 때문에 일개 관리에게 죽으려는가?”라고 하자 수긍했다. 이후 진나라에서 자신들을 잡으라는 조서를 내리자, 역으로 이 내용을 전달하는 일을 맡기도 했다.

### 조나라 복구
진 이세황제 원년(기원전 209년), 진승 · 오광이 기의해(진승·오광의 난), 시작하자마자 기현을 함락하고 곧 진현을 손에 넣었다. 진여는 장이와와 함께 진승을 알현했고, 진승과 그 측근 모두 둘의 명성을 익히 알고 있었기에 미처 보기도 전부터 기뻐했다. 진중에서 진승을 왕으로 모시려는 움직임이 일어나자 진승에게서 자문을 받았고, 장이와 함께 아직 왕이 되는 것은 시급하지 않으며 먼저 진나라에 망한 다른 옛 전국7웅들을 복국시켜 진나라의 적을 늘리라고 조언했다. 진승은 이를 듣지 않고 왕이 됐다.
다시 진승에게 진언해, 자신이 옛 조나라를 자주 다니며 안 인맥과 지형을 가지고 옛 조나라 판도를 공격하도록 권했다. 이는 수락을 받아 진승은 무신(武臣)을 대장으로 삼았고, 자신은 장이와 함께 좌우 교위를 맡아 3천 군사를 이글고 조나라 정벌에 나섰다. 무신이 황하를 건너자 함께 하북의 현들에 권고해 조나라의 10여 성을 얻고 수만 병사를 얻었으며 무신은 무신군의 군호를 일컬었으나, 다른 옛 조나라의 성들은 항복을 거부했다. 괴철의 조언 등에 따라 저항하던 옛 조나라의 영역마저도 손에 넣었다. 마침내 옛 조나라의 서울 한단에 이르렀을 때, 장이와 함께 진왕 진승이 자신들의 계책을 써 주지 않고 교위로 삼은 데에 대한 불만을 품어 마침내 무신을 조왕으로 추대하고 자신은 대장군에 임명되었다. 이 소식을 들은 진왕은 분노하여 무신, 장이, 진여, 소소 등의 일족을 다 죽이고 조나라를 공격하려 했으나, 진나라 상국의 만류로 오히려 무신을 회유해 함께 진나라를 치도록 했다.
진여는 장이와 함께 장초의 명령을 무시하고 옛 연나라와 대나라 지역을 손에 넣도록 조왕 무신을 권했다. 조나라 장수 한광은 연나라를 평정했으나 오히려 연왕으로 추대됐고, 진여는 조왕과 장이와 함께 연나라를 공격하러 갔는데 조왕이 연나라 군사에 사로잡혔다. 진여는 장이와 함께 근심했는데, 한 시양졸이 기지를 발휘해 겨우 조왕을 구출했다. 한편 상산을 공격하러 간 이량(李良)이 반란을 일으켜 무신을 죽이자, 조나라 사람들의 도움으로 진여와 함께 겨우 탈출해 군사를 모았다. 장이가 조나라 왕족 출신을 왕으로 세우도록 권유를 받아 조헐을 조왕에 옹립하고, 신도에 임시 수도를 정해 이량의 추격군을 격파했다.

### 거록 전투
진 이세황제 3년(207년) 10월, 장초와 6국의 부흥군을 가는 곳마다 무찌른 진나라 장수 장한이 이량의 투항을 받아 한단성을 접수하고 한단의 주민들을 하내로 이주시켰으며 성을 파괴했다. 이세황제 2년(기원전 208년) 9월(진나라 달력에 따른 것으로 한단성이 파괴되기 한 달 전)에 이미 장이는 조왕 헐과 함께 거록으로 달아났고, 거록성은 장한의 부장 왕리에게 포위되었다. 한편 진여는 항산에서 병사 수만을 모아 거록의 북쪽에 주둔하고, 장한은 극원에 있으면서 용도를 쌓아 왕리에게 군자를 공급했다. 왕리는 식량이 넉넉해 급히 공격했고, 거록성 안에는 식량이 부족했다. 그래서 장이는 진여에게 여러 차례 거록으로 오라고 했으나 진여는 군사가 적어서 감히 진나라에 도전하지 못했다. 여러 달이 지나자, 장이는 진여를 원망해 수하 장염(張黶)과 진석(陳澤)을 보내 같이 죽기로 했으면서 죽음을 무릅쓰고 돕지 않는 것을 꾸짖었다. 진여는 승산이 전혀 없고 같이 죽을 뿐이라고 말렸으나, 장염과 진석이 시세가 급하다며 한사코 청하자 군사 5천을 주어 싸우게 했고, 이들은 모두 죽었다.
연나라에서는 조나라의 위급을 듣고 이세황제 3년 10월에 장도가 이끄는 구원군을 보냈고, 제나라의 실권자 전영은 사실 조나라와 사이가 나빠 구원군을 보낼 생각이 없었으나 전영의 장수 전도가 전영의 뜻에 반기를 들고 조나라를 구원하러 출진했으며, 장이의 아들 장오도 대군에서 1만여 군사를 모았으나, 이들은 진나라에 감히 도전하지 못했다. 초나라에서는 이미 이세황제 2년 9월에 송의를 대장으로 삼아 구원군을 보냈으나, 송의는 사실 조나라를 힘써 구원할 생각이 없었고 진나라와 조나라가 싸우다 양측이 다 피곤해질 때 한 번에 무찌를 생각이었는데, 군권을 빼앗긴 항우가 이에 불만을 품고 송의를 쳐죽이고 적극적으로 조나라를 구원하러 움직였다. 먼저 영포 등의 선발대로 용도를 여러 차례 공격해 왕리 군의 식량을 핍절케 하고, 마침내 자신도 강을 건너 거록을 포위한 진나라 군대를 격파했다. 이를 본 제후군도 가담해 진나라 군대를 무찌르니, 12월에 거록의 포위가 그제야 풀렸다.
장이가 조왕 헐과 함께 구원군에게 사례하러 나왔다가, 자신을 보고 분노해 장염과 진석의 행방을 물었다. 이에 화를 내며, 자신이 5천 병사를 주어 진나라와 싸우다 죽었다고 말했으나 장이는 진여가 죽였을까 의심해 거듭해서 물었다. 결국 분김에 장군의 인수를 장이에게 던지고 측간으로 갔는데, 놀라서 차마 인수를 받지 못하던 장이에게 그 식객이 진여의 인수를 아주 가지라고 권했고, 장이는 이를 따라 진여의 휘하를 모두 거두었다. 진여가 돌아와서는 장이가 인수를 돌려주지 않자 자기 휘하에 남기를 원한 수백 명과 함께 하상택으로 가서 물고기를 잡으며 지냈다. 둘 사이는 이렇게 깨졌다. 이세황제 3년 1월의 일이었다.

### 대나라 왕
기원전 206년에 항우가 진나라를 멸하고 각지에 제후왕들을 봉하면서 원래의 육국의 세력을 약화시키고자 각 나라를 쪼갰고, 자신을 따라온 장수들을 중용해 각각의 본국을 주고 원래의 왕들은 다른 곳으로 옮겼다. 따라서 조나라에서 대나라를 갈라내 원래의 조왕 헐은 대왕이 되었고, 항우를 따라 관중에 들어간 장이에게 나머지 조나라 영역을 가지고 새로 세운 항산(恒山)을 주어 왕으로 삼았으며 서울을 양국에 두었다. 한편 진여의 식객들이 항우에게 진여가 장이와 함께 조나라에서 공을 세웠다고 설득하자, 항우는 진여가 진나라 멸망에 공이 없다 해 그저 남피의 세 현을 주었다.
항우의 분봉에 불만을 품은 진여는 마침 비슷한 불만을 품은 전영이 항우가 쪼갠 세 제나라(제, 교동, 제북)를 아우르고 스스로 제나라 왕이 되어 자신에게 군사적 지원을 해 주자 봉읍에서 군사를 긁어모아 상산국을 공격해 장이를 쫓아냈다. 장이는 한왕 유방에게 달아났다. 조나라를 다시 아우르자, 대왕 헐을 다시 모셔와 조왕으로 옹립했고, 자신은 조왕에게서 대왕으로 봉해졌다. 아직 조나라가 안정되지 않았고 왕이 미약하므로 자신은 왕의 스승으로 국도에 남아 보좌하고 대에는 하열(夏說)을 상국으로 삼아 지키게 했다.
한왕 2년(기원전 205년), 한왕이 서초를 치면서 조에도 함께하기를 청하자, 장이의 목숨을 대가로 요구했다. 한왕은 장이를 죽이지 않고 진여를 속여 지원을 받아냈다. 한왕 2년 4월, 한왕이 이끄는 제후연합군이 팽성 전투에서 패배했고, 그 과정에서 장이가 안 죽었음을 알자 즉시 한나라에게서 돌아섰다. 한왕 3년 10월(기원전 204년), 한나라에서 돌아선 나라들을 공격하러 보낸 한신와 정형에서 싸워 격파돼 저수에서 참수됐다. 조왕 헐도 쫓기다 양국에서 죽어 조나라는 망했다.